# Wieselburg-Land
Wieselburg-Land là một đô thị thuộc huyện Scheibbs trong bang Niederösterreich, Áo.